# Diga di Kasagi
La diga di Kasagi (笠置ダム?, Kasagi damu) è una diga nella prefettura di Gifu, in Giappone. La costruzione fu completata nel 1936. La sua altezza è di 40,8 m e la sua potenza massima (dalla centrale elettrica associata) è di 41.700 kW.

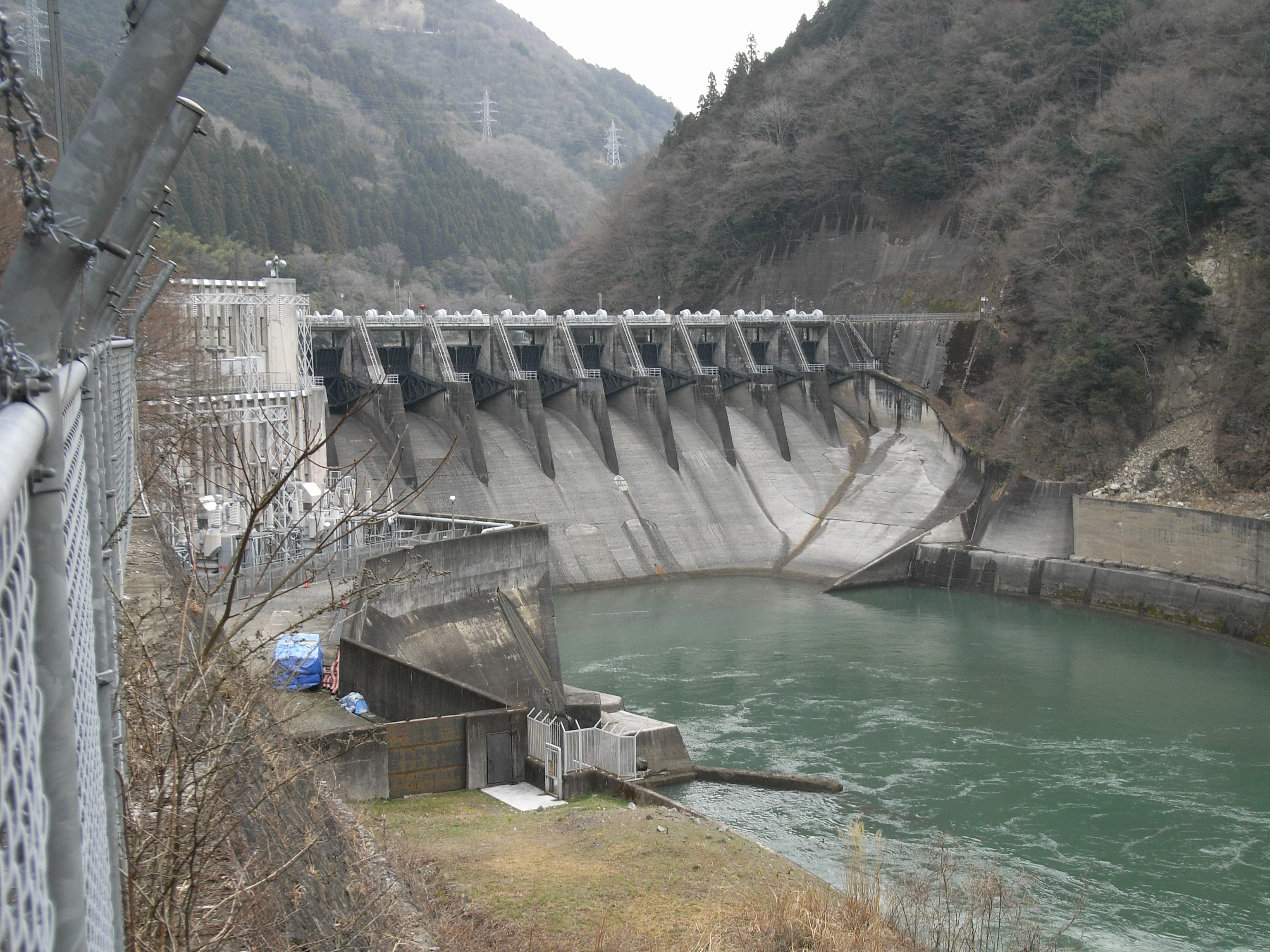